# Г'ю Монтґомері, 1-й граф Еґлінтон
Г'ю Монтґомері, 1-й граф Еґлінтон (бл. 1460 — червень 1545) — шотландський пер.

## Життя
Він народився приблизно в 1460 році як старший син Александра Монтґомері, 2-го лорда Монтґомері, від його дружини Кетрін, дочки Ґілберта, лорда Кеннеді. Його дідом був Александр Монтґомері, 1-й лорд Монтґомері. Він став наступником свого батька до 29 серпня 1483 року. 5 червня 1484 року він отримав землі Ардроссана та інші маєтки родини, а 11 жовтня він скасував усі акти, зроблені під час його неповноліття. Він був одним із уповноважених, призначених Ноттінгемським договором 22 вересня того ж року для вирішення суперечок щодо маршів.
Підтримавши справу дворян проти Якова III у битві при Сочіберні 1 червня 1488 року, він, після коронування Якова IV, отримав відпущення за руйнування дому Тернелов (Керрілов) та за всі інші злочини, скоєні ним до 29 серпня. Він також отримав доручення придушити злочинність у районах Керрік, Кайл, Ейр і Каннінґем.
У наступному році він був обраний таємним радником і призначений констеблем королівського замку Ротсей. 4 липня 1498 року він отримав ґрант бейліарі Каннінґема і був призначений камергером міста Ірвайн. Колишній ґрант став причиною тривалої хронічної ворожнечі між Монтґомері та Каннінґемами, графами Ґленкерн.
Монтґомері отримав титул графа Еґлінтона між 3 і 20 січня 1506 року. Він був одним із тих ровесників, які після битви при Флоддені 9 вересня 1513 року, під час якої було вбито Якова IV, зустрілися в Перті, щоб домовитися про коронацію малолітнього принца Якова V, і був призначений одним із опікунів принца. 28 жовтня 1515 року його призначили охоронцем острова Літл-Кумбре для збереження дичини до повноліття короля. 2 лютого 1526-1527 рр. він був призначений генеральним суддею північних частин Шотландії. Він був одним із лордів, які були присутні на раді короля в Стерлінґу в червні 1528 року, після втечі молодого короля від Дугласів. У листопаді того ж року Вільям Каннінґем, 4-й граф Ґленкерн, спалив його дім Еґлінтон, а всі статути його земель були знищені, тому король видав йому нову грамоту від 23 січня 1528-1529 рр.
18 серпня 1533 року Патрік Гепберн, 3-й граф Ботвелл, лорд-верховний адмірал Шотландії, призначив його заступником адмірала в межах Каннінґема. Під час відсутності короля у Франції в 1536 році, щоб повернути додому свою наречену, принцесу Маґдалину, він діяв як один з регентських радників.
Він помер у червні 1545 року, і його наступником у графстві став його онук Г'ю Монтґомері, 2-й граф Еґлінтон (помер у 1546 році).

## Сім'я
Від дружини Гелен, третьої дочки Коліна Кемпбелла, 1-го графа Арґайла, він мав шістьох синів і семеро дочок:
- Александр, магістр Монтґомері, який помер молодим;
- Джон, лорд Монтґомері, убитий у сутичці на Гай-стріт Единбурґа під назвою «Очистити Козвей», 2 травня 1520 року, і батько Г’ю, 2-го графа Еґлінтона;
- Сер Ніл з Ленґшо (Lainshaw);
- Вільям Ґрінфілд;
- Г'ю, убитий у битві при Пінкі в 1547 році;
- Роберт, перший ректор Кіркмайкла, а потім єпископ Арґайла;
- Марґарет, одружена з Вільямом Семпіллом, 2-м лордом Семпіллом
- Мод, одружена з Коліном Кемпбеллом з Ардкінґласу
- Ізобель, одружена з Джоном Муре з Колдвелла;
- Елізабет, одружена з Джоном Блером такого роду;
- Аґнес, одружена з Джоном Кером з Керсланда;
- Джанет, одружена з Кемпбеллом із Сеснока;
- Кетрін, одружена з Джорджем Монтґомері зі Скелморлі.[3]